# Brotolimicola
Brotolimicola es un género de bacterias de la familia Lachnospiraceae. Actualmente sólo contiene una especie: Brotolimicola acetigignens. Fue descrito en el año 2022. Su etimología hace referencia a heces humanas. El nombre de la especie hace referencia a ácido acético. Produce acetato y propionato. Se ha aislado de heces humanas. Tiene un contenido de G+C de 46%. 